# Sawa Moskiewski
Sawa Moskiewski (zm. ok. 1410) – święty mnich prawosławny.
Był uczniem duchowym innego świętego mnicha Andronika Moskiewskiego. Po jego śmierci został przełożonym monasteru Spaso-Andronikowskiego w Moskwie, w którym dotąd żył. Słynął za życia jako cudotwórca i autorytet moralny, zaś wielu spośród zakonników, których był nauczycielem duchowym, zostało następnie biskupami lub przełożonymi innych klasztorów. Zmarł w opinii świętości około 1410, a jego grób w klasztorze miał być miejscem licznych cudów.